# Ольнуа (река)
Ольнуа (фр. Aulnois; от лат. alnetum — место, где растёт ольха) — бельгийская и французская река, протекающая через бельгийский Люксембург и северо-восточный департамент Арденны, относится к бассейну Мааса. В Бельгии Ольнуа также известна как ручей Трамбль (фр. ruisseau du Tremble). Европейский код реки: FRB1R564. Площадь водосборного бассейна — 101,8 км². На бельгийскую часть бассейна приходится 46,58 км² площади водосбора и 11 км длины русла.
Притоком Ольнуа является Маттон; Ольнуа впадает в Шьер у Кариньяна. На Ольнуа лежат Флоранвиль, Мессенкур, Пюр, Он и Кариньян. Она также протекает через коммуны Маттон-э-Клеманси и Ле-Дё-Виль.
Расход воды в Ольнуа варьируется от 0,765 м³/с на франко-бельгийской границе до 2,10 м³/с у впадения в Шьер. Вероятность паводков на Ольнуа в Бельгии считается невысокой, во Франции — не изучалась. Биологическое, химическое и физико-химическое состояние реки оценивается как хорошее.